# Фауро
Фауро (англ. Fauro Island) — вулканический остров в северо-западной части архипелага Соломоновы острова в юго-западной части Тихого океана, к юго-востоку от острова Бугенвиля. Имеет размеры 16 на 10 километров. Второй по величине остров в группе Шортлендские острова. Высшая точка составляет 400 метров.
Входит в Западную провинцию в государстве Соломоновы Острова. С 1885 года Северные Соломоновы острова находились под протекторатом Германской империи. По Берлинскому соглашению 1899 года острова переданы Британским Соломоновым островам.
На острове в одноимённом поселение проживают 14 человек по данным 1999 года, которые говорят на диалекте фауро языка моно-алу. Главное поселение — деревня Карики (Kariki) на юго-восточном побережье.